# 社區運動
社區運動（community movement）是在一定區域範圍之有計畫、有組織的集體行動，集體行動的目的是為了改變社會，進而達到「社區變遷」的共同目標。從社區運動的發動者來看，社區運動可以是政府推動既定政策，由上而下地用以施行各項計畫與方案；也可以是由下而上經社區民眾而發動，尤其是弱勢族群的凝聚，此時的社區運動則是對於現行政策與相關措施不滿的累積，進而凝聚成共同意識展開集體行動，維護本身權益的手段。因此社區運動運作包含兩大方向，與僅由下而上的社會運動定義不同。
社區運動是以社區獨特性利益為起點、以社區為執行場域的運動，而社會運動都可包含於為社區運動的類型之一。社區運動乃由社區民眾參與，行動目標與社區任務目標一致，即可認定其為社區運動；若與社區任務目標無涉，涵蓋範圍較廣者，則是為社會運動。另外，可以將社區運動與社會運動視為以獨特性與普及性為兩端點的連續性光譜，亦即特定社區議題所引發的運動屬於社區運動，而越具有全國一致之普及性運動則是屬於社會運動。然而也可以將社區運動完全等同於社會運動，只是這個社區可能座落於更大範圍的社區。

## 社區運動的分期
社區運動的發展分為三個時期
- 七○年代以前為行政的社區運動時期
- 八○年為社會的社區運動時期
- 九○年代為文化與福利的社區運動時期

國民政府遷台後，五○、六○年代的政治力時期，政府採取壓迫控制手段，政治表現不甚民主，也間接影響社區集體意識或社區意識的凝聚與發展；七○年代的經濟力時期，高度工業化為台灣創造許多經濟奇蹟，然造成的外部性使逐漸蓄積民眾的受害感受達到臨界點，隨時一觸即發；到八○年代的社會力時期，社區運動如雨後春筍般浮現，社區民眾之社會力已然展現；九○年代發展的文化力時期，加入文化與價值元素，不僅開始追求精神層次的意涵，也展開一連串福利的社區運動。社區運動的發展是由「政治力」時期國家的控制力量逐漸減弱、「經濟力」時期對環境造成的劇烈破壞、民間自主力量「社會力」、到最後與文化及價值相結合的「文化力」階段的發展過程。行政的社區運動橫跨政治力與經濟力的時期，社會的社區運動則是社會運動的主要發展年代，文化與福利的社區運動，則是政府推行社區總體營造以來，所採取上下並重的文化、福利等社區建設而言。